# Émile Servan-Schreiber (chercheur)
Pour les articles homonymes, voir Émile Servan-Schreiber et Servan-Schreiber.
Pour les autres membres de la famille, voir Famille Servan-Schreiber.
 (novembre 2021).
Emile Servan-Schreiber est un chercheur en sciences de l'Intelligence collective. Diplômé de l'Université Carnegie-Mellon, il est docteur en psychologie cognitive. Il fonde plusieurs entreprises, se faisant connaître dans le domaine des marchés prédictifs.  

## Biographie

### Famille
Emile Servan-Schreiber est le fils de Jean-Jacques Servan-Schreiber et de Sabine de Fouquières. Il est le cadet d'une famille de quatre enfants dont l'aîné est David Servan-Schreiber. 

### Parcours académique
Étudiant en classes préparatoires scientifiques au Lycée Janson-de-Sailly, il part ensuite faire ses études aux États-Unis. Il étudie alors à l'Université Pepperdine les sciences informatiques avant de rejoindre l' Université Carnegie-Mellon en 1983 pour y suivre un Bachelor of Sciences en mathématiques appliquées. En 1991 il obtient une thèse en psychologie cognitive intitulée The competitive chunking theory: models of perception, learning, and memory  au sein de la même université.  

### Domaine de recherche
En tant que chercheur, il participe à plusieurs grandes enquêtes du gouvernement américain sur la sagesse des foules[réf. nécessaire] et il est membre fondateur[réf. nécessaire] de l’École d’Intelligence Collective de l’Université Mohammed VI Polytechnique (Maroc). Avant de fonder sa première entreprise de conseil en 2000, il exerce en tant qu'ingénieur en intelligence artificielle et collabore avec l’OCDE pour le rapport Comprendre le cerveau : naissance d'une science de l'apprentissage .
Emile Servan-Schreiber concentre l'ensemble de son travail dans le domaine de l'Intelligence collective (IC), défendant l'idée selon laquelle l'intelligence serait collective à toutes les échelles (neuronales, zonales, inter-individus). Ses objets de recherche rejoignent le développement de l'Intelligence artificielle (IA) et de la technologie des réseaux de neurones. Il a notamment travaillé sur l'apprentissage des grammaires artificielles à partir du modèle de competitive chunking (en) qu'il étudie dès l'élaboration de sa thèse en 1991. Il suit les pas de Pierre Lévy, professeur à l’Université du Québec à Trois-Rivières, qui a travaillé en amont sur les liens entre IA et IC.
On retrouve également dans ses travaux le théorème de la diversité. Ce dernier reprend la théorie de James Surowiecki, présentée dans son livre La Sagesse des foules. L'idée repose sur le constat que les foules aboutissent en général à des prévisions beaucoup plus fiables que 99% des prévisions des personnes interrogées. Ce principe s'explique par l'agrégation des éléments de vérité apportés par chaque individu et l'annulation des erreurs - liées aux biais cognitif - de chacun.  
L'élaboration de principes concernant la composition d'un groupe aux prédictions fiables permet alors à Émile Servan-Schreiber de mettre en place une société spécialisée dans les marchés prédictifs.  
Il diffuse également ces principes au grand public en rédigeant en 2018 le livre Supercollectif. La nouvelle puissance de l'intelligence collective, ce qui lui vaut une exposition dans certains médias français. 

### Homme d'affaires
Émile Servan-Schreiber fonde sa première société en 2000 sous le nom de NewsFutures qui devient en 2010 Lumenogic  puis se regroupe en 2019 sous le nom Hypermind. Ces sociétés utilisent les apports de ses recherches sur l'intelligence collective pour produire des prévisions collectives via les marchés prédictifs, aux États-Unis et en Europe .  
La société travaille dans différents domaines (géopolitique, économie, politique), pour des entreprises privées mais aussi des agences étatiques. Par exemple, elle participe à un projet de l'Intelligence Advanced Research Projects Activity (IARPA), organisation du Bureau du directeur du renseignement national des États-Unis. Cette recherche en lien avec l'Université de Californie à Berkeley et l'Université de Pennsylvanie aboutie à la publication de l'article scientifique The Marketcast Method for Aggregating Prediction Market Forecasts.
Depuis 2015, la société Hypermind s'associe avec le magazine Le Point pour créer l'Institut Supercollectif Hypermind.

### Engagement politique
En 2012, il s'engage dans la campagne législative française en tant que candidat divers droite pour la circonscription regroupant les français d'Amérique du Nord. Il arrive en troisième place du scrutin avec 6,69% des voix en proposant un système d'« open-démocratie ».
Plusieurs mois après l'élection, Émile Servan-Schreiber voit ses comptes de campagne invalidés et écope d'une année d’inéligibilité, comme deux autres candidats. Cette sanction serait due à des difficultés techniques liées à la réalisation d'une campagne en dehors de l'Union Européenne.

## Publications
- Cédérom Les Secrets de l’intelligence (Ubisoft, 1997) [réf. nécessaire].
- Émile Servan-Schreiber, Supercollectif. La nouvelle puissance de l'intelligence collective, Fayard, 24 octobre 2018, 220 p. (ISBN 978-2213710075) .